# سازمان مرکزی زندگی اقتصادی نروژ
سازمان مرکزی زندگی اقتصادی نروژ (نروژی: Næringslivets Hovedorganisasjon) با حروف اختصاری: NHO بزرگترین تشکیلات مرکزی کارفرمایان نروژ است. این سازمان همچنین بزرگترین تشکیلات حافظ منافع شرکت‌های اقتصادی در نروژ است.

## پیشینه
سازمان مرکزی زندگی اقتصادی نروژ(NHO) در تاریخ ۲۸ نوامبر ۱۹۸۸م. برابر با: دوشنبه، ۷ آذر ۱۳۶۷خ، پس از انحلال و ادغام اتحادیه کارفرمایان نروژ، اتحادیه صاحبان صنایع نروژ؛ و اتحادیه کارفرمایان صنایع دستی نروژ، تأسیس شد.
مدیر عامل این سازمان، از سال ۲۰۱۸م، آقای اوله اریک آلملید است. ضمن آنکه رئیس هیئت مدیره از سال ۲۰۱۷م، از شرکت نورسک هیدرو و صنایع نروژ است.

### زمینه فعالیت
سازمان مرکزی زندگی اقتصادی نروژ(NHO) در زمینه اطلاع‌رسانی به مقامات دولتی و مردم نروژ درمورد خط مشی کارفرمایان و سیاستهای اقتصادی و تجاری فعالیت کرده؛ و از شرکت‌های عضو سازمان، حمایت حقوقی می‌کند. همچنین این سازمان از طریق تأثیر گذاری بر تصمیمات و سیاستهای اتحادیه اروپا از منافع اقتصادی نروژ حفاظت می‌کند.
 سازمان مرکزی زندگی اقتصادی نروژ(NHO) به نمایندگی از کارفرمایان شرکتهای عضو، طرف مقابل قرارداد در یکسری  توافق‌های جمعی و از جمله قراردادهای اصلی با تشکیلات سراسری کارگران نروژ است. این سازمان (NHO) همچنین، طرف مقابل یکسری قراردادهای کوچکتر با سازمانهای کارمندی و کارگری و دانشگاهی است. توافق‌های اصلی بین سازمان مرکزی زندگی اقتصادی نروژ(NHO) و تشکیلات سراسری کارگران نروژ (LO) اصطلاحاً به قانون اساسی حیات اقتصادی نروژ معروف است. اولین قرارداد سراسری بین اسلاف این دو سازمان در سال ۱۹۳۵م، منعقد شد.

### ساختار سازمان
سازمان مرکزی زندگی اقتصادی نروژ (NHO) به صورت ۱۶ اتحادیه سراسری سازماندهی شده؛ و در مجموع ۲۸ هزار شرکت عضو را پوشش می‌دهد. فعالیت سالانه این شرکتها، براساس آمار سال ۲۰۲۱م، در مجموع تقریباً برابر با کار ۵۸۰ هزار انسان در سال است. بزرگترین اتحادیه سازمان، اتحادیه تجارت و خدمات است که تقریباً ۶۸۰۰ شرکت را پوشش می‌دهد. این شرکتها در مجموع برای ۱۳۰ هزار نفر محل کار ایجاد می‌کنند.
سازمان مرکزی زندگی اقتصادی نروژ (NHO) همچنین در ۱۰ منطقه جغرافیایی تقسیم می‌شود. دفاتر محلی علاو بر خدمت رسانی به شرکتهای محلی و تلاش بر تأثیرگذاری بر مقامات محلی، ازجمله مسئول برگزاری جلسات مشورت و سخنرانیهای تخصصی هستند.

سازمان مرکزی زندگی اقتصادی نروژ (NHO) همچنین دارای یک دفتر اداری بروکسل است. مهمترین وظیفه دفتر بروکسل تأثیرگذاری در سیاستها و تصمیماتی است که در ارگان‌های اتحادیه اروپا اتخاذ می‌شوند. همچنین نمایندگان دفتر بروکسل، به‌طور فعال با اتحادیه‌های کارفرمایی در اروپا تبادل نظر کرده و در جلسات این اتحادیه‌ها شرکت می‌کنند.